# 马学蒂
马学蒂（？—），男，汉族，中华人民共和国政治人物，现任中国共产党第二十届中央纪律检查委员会委员，中央军委联勤保障部队政治工作部主任。